# 님은 가시고 노래만 남어
님은 가시고 노래만 남어는 한국에서 제작된 양명식 감독의 1964년 영화이다. 남궁원 등이 주연으로 출연하였고 신상옥 등이 제작에 참여하였다.

## 출연

### 주연
- 남궁원
- 최은희
- 김진규

## 제작진
- 조명: 이규창
- 미술: 송백규